# Lophonetta specularioides
Lophonetta specularioides là một loài chim trong họ Vịt.
Đây là loài đặc hữu của Nam Mỹ. Hai phân loài chiếm các độ cao khác nhau trong dãy núi Andes, với Lophonetta s. alticola xuất hiện từ 2500-4800m từ Peru đến miền trung Chile và Lophonetta s. specularioides xảy ra dưới 1500m ở phía nam Andes gần Patagonia và quần đảo Falkland. Hai phân loài cùng xuất hiện trong một vùng sinh cảnh độ cao trung bình ở Mendoza, Argentina và Talca, Chile.
Loài vịt này được tìm thấy ở các hồ, đầm lầy và các khu vực cỏ từ các vịnh ven biển nông đến các hồ cao độ cao. Ở Altiplano, chúng tập trung ở các hồ nước đục, có độ kiềm với mật độ động vật phù du lớn. Chúng cư trú trong các vịnh kín và trên các bãi biển dọc theo bờ biển, nơi chúng tìm kiếm thức ăn cho nghêu và các loài amphipoda biển khác giữa các tảng đá và lớp tảo bẹ.